# Lista över Aragoniens monarker
En förteckning över regenter i kungariket Aragonien

## Tidiga grevar av Aragonien
- ???–809:Aureolus

- 809–820: Aznar I Galíndez.

- 820–833: García I Galíndez av Pamplona (gift med Matrona, dotter till Aznar I)

- 833–844: Galindo Garcés, son till García I Galindez

- 844–867: Galindo I Aznárez, son till Aznar I

- 867–893: Aznar II Galíndez, son till Galindo I

- 893–922: Galindo II Aznárez, son till Aznar II

- 922–925: Andregota Galíndez (gift med Sancho II av Pamplona)

## Grevar av Aragonien och kungar av Navarra
- 925-970 García III Sánchez. Son till Sancho I.

- 970-994 Sancho II Garcés Abarca

- 994-1000 García IV.

- 1000-1035 Sancho III den store, var också greve av Kastilien och erövrare av kungarriket León.

## Kungar av Aragonien och Navarra
- 1035–1063 Ramiro I

- 1063–1094 Sancho I

- 1094–1104 Peter I

- 1104–1134 Alfonso I

## Kungar och drottningar av Aragonien
- 1134–1137 Ramiro II av Aragonien

Aragoniens vapensköld (huset Barcelona)

- 1137–1162 Petronila av Aragonien, gift med Greve Ramon Berenguer IV av Barcelona

## Kungar av Aragonien och grevar av Barcelona
- 1162–1196 Alfonso II

- 1196–1213 Peter II, dog vid slaget vid Muret

## Kungar av Aragonien och kungariket Valencia, grevar av Barcelona

Aragoniens vapensköld och Sicilien

- 1213–1276 Jakob I erövraren, ockuperade Valencia, Mallorca och Ibiza.

- 1276–1285 Peter III (I av Valencia, II av Barcelona) den store, intog Sicilien.
- 1285–1291 Alfonso III (I av Valencia, II av Barcelona) den givmilde, intog Menorca.
- 1291–1327 Jakob II
- 1327–1336 Alfonso IV (II av Valencia, III av Barcelona) den gode.
- 1336–1387 Peter IV (II av Valencia, III av Barcelona)
- 1387–1396 Johan I Jägaren.
- 1396–1410 Martin I, Humanisten, dog utan arvingar.

## Kungar av Aragonien och kungariket Valencia, grevar av Barcelona av dynastinTrastámara
- 1412–1416 Ferdinand I av Aragonien, också Ferdinand av Antequera
- 1416–1458 Alfonso V (III av Valencia, IV av Barcelona), intog Neapel.
- 1458–1479 Johan II (genom gifte kung av Navarra).
- 1479–1516 Ferdinand II av Aragonien och Sicilien (III av Neapel, V av Kastilien), Gift med Isabella I av Kastilien, invaderade Navarra.

## Kungar av Aragonien och grevar av Barcelona under kriget med Johan II
- 1462–1463 Henrik IV av Kastilien
- 1463–1466 Peter V av Aragonien  (IV av Barcelona), son till Pedro, hertig av Coimbra och sonson till Johan I av Portugal
- 1466–1472 Rene I av Anjou, kung av  Neapel

## Kungar av Aragonien, Kastilien och Valencia, grevar av Barcelona av dynastinHabsburg
(för de tidigare kungarna av Kastilien se: Lista över Kastiliens monarker.) 
- 1516–1556 Karl I av Spanien, (även tysk-romersk kejsare, under namnet Karl V)
- 1556–1580 Filip II av Spanien,
- 1580 – 1621 Filip III av Spanien
- 1621–1665 Filip IV av Spanien
- 1665–1700 Karl II av Spanien

För fortsatta kungar av Aragonien se:Lista över Spaniens statsöverhuvuden